# Slovenská fotbalová divize 1985/1986
V soubojích 21. ročníku Slovenské fotbalové divize 1985/86 (jedna ze skupin 4. nejvyšší soutěže) se utkalo několik desítek týmů rozdělených po sedmi skupinách dvoukolovým systémem podzim - jaro.
Kompletní tabulky jihovýchodní podskupiny, severozápadní podskupiny a středoslovenské podskupiny A nejsou známy.

## Skupina Západ

### Bratislavská podskupina A
Zdroj: 
| Poř. | Tým                              | Z  | V  | R | P  | VG | OG | B  |
| ---- | -------------------------------- | -- | -- | - | -- | -- | -- | -- |
| 1.   | Inter Bratislava juniori         | 26 | 19 | 4 | 3  | 69 | 15 | 42 |
| 2.   | Lokomotíva Bratislava            | 26 | 18 | 4 | 4  | 70 | 30 | 40 |
| 3.   | Slovan Bratislava juniori        | 26 | 15 | 7 | 4  | 67 | 22 | 37 |
| 4.   | Tatran Devín                     | 26 | 15 | 6 | 5  | 56 | 24 | 36 |
| 5.   | TJ Trnávka                       | 26 | 14 | 6 | 6  | 46 | 30 | 34 |
| 6.   | Prefmonta Bratislava             | 26 | 13 | 3 | 10 | 56 | 40 | 29 |
| 7.   | Pozemní stavby Bratislava        | 26 | 12 | 4 | 10 | 45 | 41 | 28 |
| 8.   | ZŤS Petržalka juniori            | 26 | 7  | 8 | 11 | 27 | 40 | 22 |
| 9.   | Doprastav Bratislava             | 26 | 7  | 6 | 13 | 41 | 54 | 20 |
| 10.  | TJ Vinohrady Bratislava          | 26 | 8  | 2 | 16 | 37 | 58 | 18 |
| 11.  | Iskra Matador Bratislava juniori | 26 | 7  | 4 | 15 | 25 | 56 | 18 |
| 12.  | Rapid Bratislava                 | 26 | 5  | 7 | 14 | 26 | 47 | 17 |
| 13.  | Lokomotíva Devínska Nová Ves     | 26 | 6  | 5 | 15 | 26 | 68 | 17 |
| 14.  | Spoje Bratislava juniori         | 26 | 1  | 4 | 21 | 24 | 90 | 6  |

Poznámky:
- Z = Odehrané zápasy; V = Vítězství; R = Remízy; P = Prohry; VG = Vstřelené góly; OG = Obdržené góly; B = Body

|  | Postup do 2. SNFL 1986/87                                                                          |
|  | Sestup do krajských soutěží                                                                        |
|  | Rezerva Petrželky se po fúzi hlavního týmu s bratislavským Interem přetvořila v C-tým nového klubu |

### Bratislavská podskupina B
Zdroj: 
| Poř. | Tým                           | Z  | V  | R  | P  | VG | OG | B  |
| ---- | ----------------------------- | -- | -- | -- | -- | -- | -- | -- |
| 1.   | Stavbár Pezinok               | 26 | 20 | 4  | 2  | 84 | 17 | 44 |
| 2.   | Meopta Jur pri Bratislave     | 26 | 18 | 4  | 4  | 58 | 26 | 40 |
| 3.   | Družstevník Pezinok-Myslenice | 26 | 15 | 5  | 6  | 38 | 21 | 35 |
| 4.   | TJ Tomášov                    | 26 | 11 | 8  | 7  | 42 | 41 | 30 |
| 5.   | TJ Slovenský Grob             | 26 | 10 | 8  | 8  | 40 | 38 | 28 |
| 6.   | TJ Jakubov                    | 26 | 7  | 10 | 9  | 28 | 41 | 24 |
| 7.   | Montostroj Senec juniori      | 26 | 9  | 5  | 12 | 36 | 45 | 23 |
| 8.   | TJ Plavecký Štvrtok           | 26 | 7  | 8  | 11 | 26 | 37 | 22 |
| 9.   | VTJ Žižka Malacky             | 26 | 8  | 6  | 12 | 44 | 60 | 22 |
| 10.  | TJ Dunajská Lužná             | 26 | 6  | 9  | 11 | 41 | 47 | 21 |
| 11.  | Záhoran Kostolište            | 26 | 6  | 9  | 11 | 30 | 37 | 21 |
| 12.  | Tatran Stupava                | 26 | 7  | 7  | 12 | 34 | 43 | 21 |
| 13.  | TJ Lozorno                    | 26 | 6  | 7  | 13 | 31 | 44 | 19 |
| 14.  | TJ Zohor                      | 26 | 1  | 12 | 13 | 22 | 57 | 14 |

Poznámky:
- Z = Odehrané zápasy; V = Vítězství; R = Remízy; P = Prohry; VG = Vstřelené góly; OG = Obdržené góly; B = Body

|  | Postup do 2. SNFL 1986/87   |
|  | Sestup do krajských soutěží |

## Skupina Střed

### Podskupina B
Zdroj: 
| Poř. | Tým                             | Z  | V  | R | P  | VG | OG | B  |
| ---- | ------------------------------- | -- | -- | - | -- | -- | -- | -- |
| 1.   | Dukla Banská Bystrica juniori   | 28 | 19 | 5 | 4  | 79 | 36 | 43 |
| 2.   | Spojené závody Lučenec          | 28 | 18 | 5 | 5  | 69 | 25 | 41 |
| 3.   | Kovomier Fiľakovo               | 28 | 17 | 5 | 6  | 70 | 21 | 39 |
| 4.   | ŠŽ Podbrezová                   | 28 | 14 | 4 | 10 | 39 | 40 | 32 |
| 5.   | LB Zvolen                       | 28 | 13 | 5 | 10 | 45 | 36 | 31 |
| 6.   | Družstevník Dobrá Niva          | 28 | 12 | 6 | 10 | 48 | 41 | 30 |
| 7.   | Mostáreň Brezno                 | 28 | 11 | 6 | 11 | 33 | 32 | 28 |
| 8.   | Partizán Banská Bystrica        | 28 | 10 | 7 | 11 | 36 | 48 | 27 |
| 9.   | Spartak Hriňová                 | 28 | 10 | 6 | 12 | 40 | 50 | 26 |
| 10.  | Družstevník Radvaň nad Laborcom | 28 | 9  | 7 | 12 | 37 | 49 | 25 |
| 11.  | Baník Kalinovo                  | 28 | 9  | 7 | 12 | 35 | 51 | 25 |
| 12.  | Baník Veľký Krtíš               | 28 | 8  | 4 | 16 | 44 | 59 | 20 |
| 13.  | TJ Hajnáčka                     | 28 | 8  | 4 | 16 | 36 | 63 | 20 |
| 14.  | TJ Žarnovica                    | 28 | 7  | 4 | 17 | 25 | 52 | 18 |
| 15.  | Strojár Hliník nad Hronom       | 28 | 5  | 5 | 18 | 24 | 59 | 15 |

Poznámky:
- Z = Odehrané zápasy; V = Vítězství; R = Remízy; P = Prohry; VG = Vstřelené góly; OG = Obdržené góly; B = Body

|  | Postup do 2. SNFL 1986/87   |
|  | Sestup do krajských soutěží |

## Skupina Východ

### Východní podskupina
Zdroj: 
| Poř. | Tým                             | Z  | V  | R | P  | VG | OG | B  |
| ---- | ------------------------------- | -- | -- | - | -- | -- | -- | -- |
| 1.   | Bukóza Vranov nad Topľou        | 26 | 19 | 4 | 3  | 65 | 14 | 42 |
| 2.   | ND ZŤS Sabinov                  | 26 | 14 | 3 | 9  | 50 | 26 | 31 |
| 3.   | Slovan Imuna Šarišské Michaľany | 26 | 14 | 3 | 9  | 45 | 24 | 31 |
| 4.   | Tatran Kračúnovce               | 26 | 12 | 4 | 10 | 46 | 29 | 28 |
| 5.   | Chemko Strážske                 | 26 | 12 | 3 | 11 | 28 | 30 | 27 |
| 6.   | TJ Nacina Ves                   | 26 | 10 | 6 | 10 | 42 | 30 | 26 |
| 7.   | TJ Stakčín                      | 26 | 13 | 0 | 13 | 37 | 34 | 26 |
| 8.   | Spartak Vihorlat Medzilaborce   | 26 | 11 | 4 | 11 | 38 | 40 | 26 |
| 9.   | TJ Fintice                      | 26 | 12 | 2 | 12 | 33 | 35 | 26 |
| 10.  | Tatran Bystré                   | 26 | 11 | 4 | 11 | 29 | 40 | 26 |
| 11.  | Slavoj Kráľovský Chlmec         | 26 | 12 | 2 | 12 | 33 | 51 | 26 |
| 12.  | Agrokombinát Budkovce           | 26 | 10 | 5 | 11 | 33 | 35 | 25 |
| 13.  | TJ Raslavice                    | 26 | 7  | 3 | 16 | 29 | 58 | 17 |
| 14.  | Slavoj Sečovce                  | 26 | 2  | 3 | 21 | 16 | 78 | 7  |

Poznámky:
- Z = Odehrané zápasy; V = Vítězství; R = Remízy; P = Prohry; VG = Vstřelené góly; OG = Obdržené góly; B = Body

|  | Postup do 2. SNFL 1986/87                            |
|  | Sestup do krajských soutěží                          |
|  | Mužstvo se po sezóně přihlásilo do krajských soutěží |

### Západní podskupina
Zdroj: 
| Poř. | Tým                        | Z  | V  | R | P  | VG | OG | B  |
| ---- | -------------------------- | -- | -- | - | -- | -- | -- | -- |
| 1.   | Baník Lubeník              | 25 | 15 | 5 | 5  | 47 | 19 | 35 |
| 2.   | Spoje Košice               | 25 | 12 | 6 | 7  | 52 | 35 | 30 |
| 3.   | Baník Rožňava              | 26 | 13 | 3 | 10 | 48 | 38 | 29 |
| 4.   | Tatran Ľubica              | 26 | 11 | 6 | 9  | 37 | 35 | 28 |
| 5.   | Pokrok SEZ Krompachy       | 26 | 10 | 6 | 10 | 28 | 29 | 26 |
| 6.   | Jednota Kežmarok           | 26 | 9  | 8 | 9  | 25 | 26 | 26 |
| 7.   | Jednota Moldava nad Bodvou | 26 | 8  | 9 | 9  | 31 | 29 | 25 |
| 8.   | Slovan Poproč              | 26 | 9  | 7 | 10 | 40 | 38 | 25 |
| 9.   | Strojár Prakovce           | 26 | 8  | 9 | 9  | 35 | 34 | 25 |
| 10.  | IS Košice                  | 26 | 9  | 7 | 10 | 37 | 47 | 25 |
| 11.  | Tatran Spišské Vlachy      | 26 | 9  | 6 | 11 | 39 | 44 | 24 |
| 12.  | Skrutkáreň Stará Ľubovňa   | 26 | 9  | 6 | 11 | 31 | 51 | 24 |
| 13.  | TJ Nižná Myšľa             | 26 | 10 | 4 | 12 | 29 | 35 | 24 |
| 14.  | Lokomotíva Košice juniori  | 26 | 5  | 6 | 15 | 29 | 48 | 16 |

Poznámky:
- Z = Odehrané zápasy; V = Vítězství; R = Remízy; P = Prohry; VG = Vstřelené góly; OG = Obdržené góly; B = Body
- Zápasem posledního kola mezi Lubeníkem a Spojům Košice nebyl odehrán

|  | Sestup do krajských soutěží |